# Неркін-Базмаберд
Неркін Базмаберд (вірм. Ներքին Բազմաբերդ) — село в марзі Арагацотн, на заході Вірменії. Село розташоване за 16 км на схід від міста Талін, за 35 км на північний захід від міста Аштарака, за 4 км на південь від села Верін Базмаберд, за 5 км на південний захід від села Какавадзор та 3 км на схід від села Неркін Сасунашен. Населення села складається з біженців з Західної Вірменії, які у 1915 р. були вимушені переселитися у зв'язку з Геноцидом вірмен.